# Pachyneurum
Pachyneurum là chi thực vật có hoa trong họ Cải.